# Herochroma serrativalva
Herochroma serrativalva là một loài bướm đêm trong họ Geometridae.